# Wormaldia kadowakii
Wormaldia kadowakii is een schietmot uit de familie Philopotamidae. De soort komt voor in het Palearctisch gebied.